# Медведев, Григорий Антонович
Григорий Антонович Медведев (1868, станица Курская, Ставропольский край — 1944, посёлок Абрамцево, Московская область) — художник, член ТатАХХР (1923), член Союза художников СССР (1932). Классный художник 3 степени за картины «С уголька» и «Без воздуха».

## Биография
Григорий Антонович родился в 1868 году в станице Курской Ставропольского края. Окончил в 1894 году с серебряной медалью по рисунку Императорскую Академию художеств в Санкт-Петербурге, ученик Павла Петровича Чистякова. Г. А. Медведев имеет медали:  2 серебряную (1889), 2 серебряную (1890), 1 серебряную (1891), 2 серебряную (1892), 1 серебряную (1894) и удостоен звания классного художника 3 степени за картины «С уголька» и «Без воздуха». После окончании академии участвовал в строительстве художественной школы в Казани, в которой двадцать пять лет работал педагогом, а позже директором школы. Его ученики были: Василий Кириллович Тимофеев и Павел Александрович Радимов. Медведев жил в селе Еласы Козьмодемьянского уезда, был участником первой Козьмодемьянской выставки, а также многочисленных выставок в Казани, Москве и выставок Ассоциации художников революционной России (АХРР) в городе Краснококшайске. В 1920—1930 годах Григорий Антонович Медведев написал картины, отражающие жизнь марийского народа, исторические картины, среди них: «Поход Стеньки Разина» (1926) и «Сбор ясака» (1928), а также создал серию картин «Сплав леса по реке Кокшаге» (1920-е годы, 1935). Григорий Антонович является членом ТатАХХР (1923) и членом Союза художников СССР (1932). 
Скончался в 1944 году в посёлке Абрамцево Московской области, где жил с 1932 года.
Картины художника, Медведева Григория Антоновича находятся в Национальном музее Республики Марий Эл имени Тимофея Евсеева.

## Галерея
Работы русского живописца Григория Антоновича Медведева.

Леса по реке Кокшаге (1920-е гг.)
«Поход Стеньки Разина» (1926)
Леса по реке Кокшаге (1935)
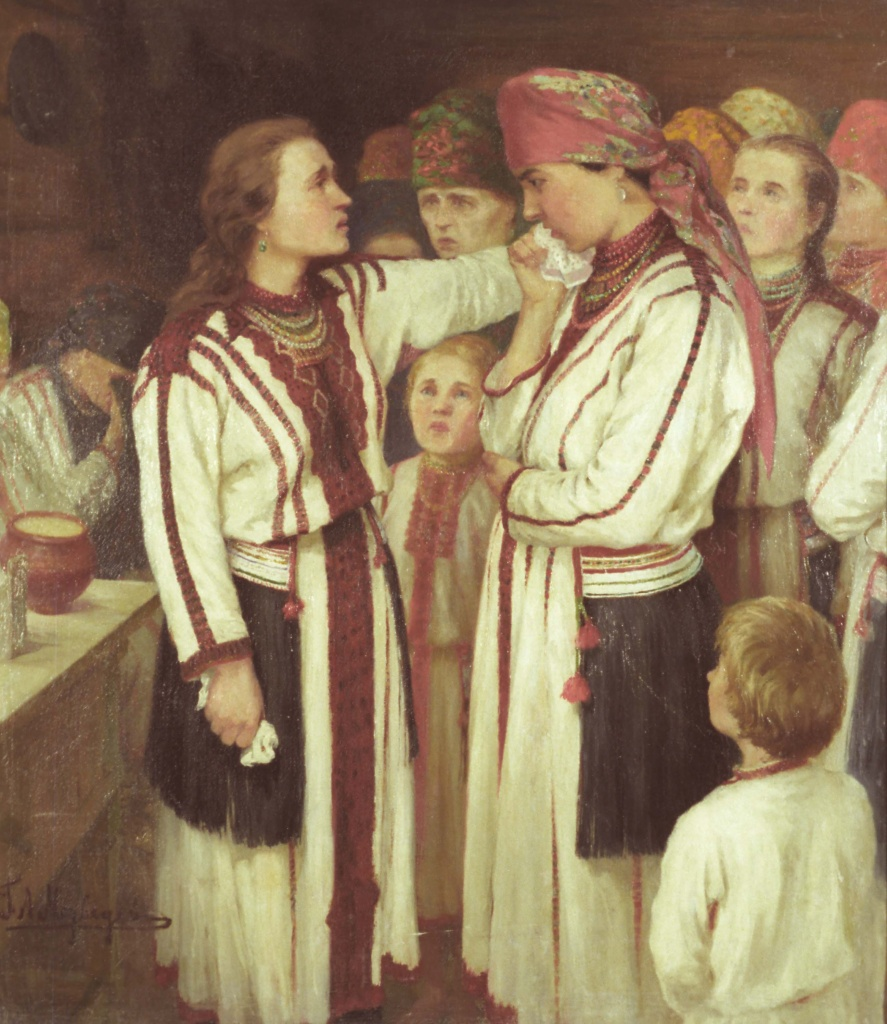
Медведев Г.А. Плач мордовской невесты. 1931. Холст, масло. 115х100.